# Альто-Виналопо
Альто-Виналопо (исп. Alto Vinalopó) — район (комарка) в Испании, входит в провинцию Аликанте в составе автономного сообщества Валенсия.

## Муниципалитеты
| Муниципалитет  | Население | Площадь км² | Плотность населения чел./км² |
| -------------- | --------- | ----------- | ---------------------------- |
| Вильена        | 34.186    | 345,60      | 98,91                        |
| Сакс           | 9.577     | 63,50       | 150,82                       |
| Бьяр           | 3.647     | 98’20       | 36’86                        |
| Бенехама       | 1.802     | 34’90       | 54’04                        |
| Салинас        | 1.498     | 61’70       | 23’76                        |
| Каньяда        | 1.203     | 19’30       | 62’07                        |
| Кампо-де-Мирра | 409       | 21’80       | 19’08                        |